# Ju (narod)
Ju, malena čadska etnička grupa naseljena danas u distriktu Jungur, u nigerijskoj državi Bauchi. Ju govore istoimenim jezikom, član čadske jezične porodice, uže skupine guruntum. Populacija im iznosi oko 1,300 (2008). Poljodjelci (slatki krumpir, proso, kukuruz), stočari i lovci. 

## Vanjske poveznice
- The Peoples of Africa